# Cantó de Beaufort (Jura)
El cantó de Beaufort és un cantó francès del departament del Jura, situat al districte de Lons-le-Saunier. Té 18 municipis i el cap n'és Beaufort.

## Municipis
- Augea
- Augisey
- Beaufort
- Bonnaud
- Cesancey
- Cousance
- Cuisia
- Gizia
- Grusse
- Mallerey
- Maynal
- Orbagna
- Rosay
- Rotalier
- Sainte-Agnès
- Saint-Laurent-la-Roche
- Vercia
- Vincelles

## Història
| Data d'elecció                           | Identitat        | Partit                    | Qualitat |
| ---------------------------------------- | ---------------- | ------------------------- | -------- |
| 1945-1961                                | M. Rodot         | SFIO                      |          |
| 1961-1973                                | M. de Boissieu   | Divers droite             |          |
| 1973-1992                                | Georges Vaillat  | PS                        |          |
| 1992-1998                                | Roger Boudet     | RPR                       |          |
| 1998-2004                                | Isabelle Mézière | Divers gauche             |          |
| 2004-                                    | Fernand Fournier | Divers gauche, després PS |          |
| les dades anteriors no són pas conegudes |                  |                           |          |
|                                          |                  |                           |          |